# David Wenham
David Wenham (ur. 21 września 1965 w Sydney) – australijski aktor i producent filmowy. Występował w roli Faramira w trylogii Władca Pierścieni, Carla w Van Helsingu oraz Diliosa w filmie 300.

## Życiorys
Urodził się w Marrickville w Sydney, w stanie Nowa Południowa Walia, w rodzinie rzymskokatolickiej jako syn Kath i Billa Wenhama. Ma pięć starszych sióstr i starszego brata. Uczęszczał do liceum braci w Chrystusie (Christian Brothers' High School) w Lewisham.
Karierę rozpoczął po ukończeniu University of Western Sydney z tytułem bakalaureata w 1987. Pojawiał się gościnnie w serialach: A Country Practice (1987, 1988) i Synowie i córki (Sons and Daughters, 1987). Za rolę Iana w miniserialu ABC Simone de Beauvoir's Babies w 1997 otrzymał nagrodę Australian Film Institute. W serialu ABC SeaChange (1998–1999) wystąpił jako enigmatyczny nurek Dan Della Bosca. Podpisał kontrakt z Storm Model Management w Londynie.

## Życie prywatne
Od roku 1994 jest związany z Kate Agnew, z którą ma dwie córki.
Jest fanem Sydney Swans.

## Filmografia
- Poor Man’s Orange (1987) jako Party Youth
- Herosi (The Heroes, 1988) jako Horrie Young
- Seeing Red (1992) jako Frank No 2
- Greenkeeping (1992) jako Trevor
- Tran The Man (1994) jako Raymond „Tran” Moss
- Heartland (1994) jako Warwick Bone
- Gino (1994) jako Trevor
- Kolonia karna (No Escape, 1994) jako strażnik
- Opera u czubków (Cosi, 1996) jako Doug
- Idiot Box (1996) jako Bank Teller with a History
- Return to Jupiter (1997) jako doktor Chrobak
- Babies (1997) jako Ian
- Rąbek duszy (A Little Bit of Soul, 1998) jako Richard Shorkinghorn
- Chłopcy (The Boys, 1998) jako Brett Sprague
- Mroczne miasto (Dark City, 1998) jako asystent Schrebera
- SeaChange (1998–2000) jako Daniel 'Diver Dan' Della Bosca
- Molokai – historia ojca Damiana (Molokai: The Story of Father Damien, 1999) jako ojciec Damian
- Niebiańska plaża (The Beach, 2000) jako narrator (głos)
- Lepsze niż seks (Better Than Sex, 2000) jako Josh
- Proch i pył (Dust, 2001) jako Luke
- Żona do wzięcia (Russian Doll, 2001) jako Ethan
- Bank (The Bank, 2001) jako Jim Doyle
- Moulin Rouge! (2001) jako Audrey
- Władca Pierścieni: Dwie wieże (The Lord of the Rings: The Two Towers, 2002) jako Faramir
- The Silent Flood (2002) jako narrator (głos)
- Pure (2002) jako Lenny
- The Crocodile Hunter: Collision Course (2002)
- Po burzy (After the Deluge, 2003) jako Alex Kirby
- Władca Pierścieni: Powrót króla (The Lord of the Rings: The Return of the King, 2003) jako Faramir
- Basilisk Stare  (2003)
- Wyrównanie rachunków (Gettin' Square, 2003) jako Johnny Spitieri
- Van Helsing (2004) jako Carl
- Van Helsing: Londyńskie zlecenie (Van Helsing: The London Assignment, 2004) jako Carl (głos)
- The Brush-Off (2004) jako Murray Whelan
- Stiff (2004) jako Murray Whelan
- Three Dollars (2005) jako Eddie Harnowey
- Propozycja (The Proposition, 2005) jako Eden Fletcher
- 300 (2006) jako Dilios
- Answered by Fire (2006) jako Mark Waldman
- Australia (2008) jako Neil Fletcher
- Public Enemies  (2009) jako Pete Pierpont
- Elvis (2022) jako Hank Snow